# Bereden väg för Herran
"Bereden väg för Herran" är en adventspsalm av Frans Michael Franzén. Den skrevs år 1812 och hade då sex verser. Psalmen är en central psalm under adventstiden och används även på palmsöndagen.

## Psalmhistorik
Franzén var, när han författade psalmen, kyrkoherde och ledamot av Svenska Akademien. Senare utnämndes han till ständig sekreterare i Svenska Akademien (1824) och till biskop i Härnösand (1834). Han var även ledamot av psalmbokskommittén.
Inför "Bereden väg för Herran" lär inspiration ha hämtats från den engelske författaren Alexander Pope, och Franzén hade 1797 översatt Popes dikt "Messiah, a Sacred Eclogue". 1812 publicerades Franzéns första version av psalmen i häftet Prof-psalmer.
Psalmen har sammanlagt sju 8-radiga verser, med teman som på olika sätt anspelar på Jesu intåg i Jerusalem, där han hyllas som den väntade Messias. Enligt evangelierna i Bibeln skedde detta strax före påsk och firas därför på Palmsöndagen, men traditionellt också Första advent. 
Psalmens inledande ord är hämtade ur Jesajas bok kapitel 40, som vill ingjuta hopp om befrielse och frälsning till det judiska folket. Detta motiv tolkas sedan genom hela psalmen med hjälp av intåget till den kristna tanken om Jesu identitet och uppdrag.
Enligt Svenskt biografiskt lexikon var den här psalmen en inspirerad och deklamerande diktning, i kontrast mot Franzéns tidigare bleka psalmförsök.

### Bearbetningar
Psalmen bearbetades av Frans Michael Franzén själv. Därmed tillkom vers 5, som bland annat innehåller raderna: "O folk, från Herran wiket, i syndig lust och flärd!".[källa behövs]
Vers 7 ströks i 1986 års psalmbok. Sista versen (vers 6) skrevs om av Britt G. Hallqvist.

## Musik
Melodin (6/4, G-dur) lär vara en svensk variant av en gammal tysk folkmelodi från 1693. Enligt 1921 års koralbok med 1819 års psalmer är melodin svensk och förekommer i Riddarholmskyrkans handskrivna koralbok från 1694, men för "Bereden väg för Herran" har omkvädets melodiform rättats efter en koralskrift från Ovikens kyrka från senare hälften av 1700-talet.
Melodin förekom till en helt annan psalm i 1695 års psalmbok, nr 340. I Frälsningsarméns Marscher (F. M.) anges 178,1 och E-dur för musiken.

### Inspelningar
En tidig inspelning gjordes för radio av Engelbrekts kyrkokör den 6 mars 1941, och gavs även ut på skiva i november 1950. En ny jazzinfluerad inspelning gjordes av Johanna Grüssner med Mika Pohjola på Svenska psalmer - Swedish Hymns, år 2013.

## Betydelse och i kulturen
"Bereden väg för Herran" fungerar som en central psalm under adventstiden. Den kommer även till nytta som inledningspsalm under gudstjänsten på palmsöndagen; här är kopplingen till palmbladen som läggs ut för att bereda väg för Jesus.

### I folkkulturen
Många människor, både barn och vuxna, hör fel och sjunger istället Bered en väg för Herran, vilket den också heter inom Evangelisk-lutherska kyrkan i Finland. Det har även i Sverige föreslagits att ändra texten till detta, eftersom det anses passa lika bra. För andra hörfel/missförstånd, se Det är saligt att samla citron.

## Publiceringar
- Riddarholmskyrkans handskrivna koralbok 1694.
- Ovikens kyrkas handskrivna koralbok 1700-talets senare hälft.
- 1819 års psalmbok som nr 53 under rubriken "Jesu kärleksfulla uppenbarelse i mänskligheten: Jesu anträde till sitt medlarekall (adventspsalmer)".
- Svensk psalmbok för den evangelisk-lutherska kyrkan i Finland 1886 nr 4 under rubriken "Adventspsalmer".
- Sionstoner 1889 som nr 551 under rubriken "Psalmer".
- Nya Pilgrimssånger 1892 nr 25 rubriken "Om Kristus — Kristi ankomst"
- Svenska Missionsförbundets sångbok 1920 som nr 74 under rubriken "B. Jesu födelse 73-99"
- Frälsningsarméns sångbok 1929 som nr 534 under rubriken "Högtider och särskilda tillfällen - Jul".
- Musik till Frälsningsarméns sångbok 1930 som nr 534
- Sionstoner 1935 som nr 142 under rubriken "Advent".
- 1937 års psalmbok som nr 43 under rubriken "Advent".
- Svensk psalmbok för den evangelisk-lutherska kyrkan i Finland 1943 nr 3 under rubriken "Advent".
- Sånger för Frälsningsarméns möten 1948 som nr 141 under rubriken "Hemlands- och speciella sånger".
- Förbundstoner 1957 som nr 33 under rubriken "Guds uppenbarelse i Kristus: Advent"
- Segertoner 1960 som nr 160
- Psalmer för bruk vid krigsmakten 1961 som nr 43 verserna 1-4.
- Frälsningsarméns sångbok 1968 som nr 580 under rubriken "Högtider - Advent".
- Nr 103 i den ekumeniska delen av den svenska psalmboken (dvs psalm 1-325 i Den svenska psalmboken 1986, Cecilia 1986, Psalmer och Sånger 1987, Segertoner 1988 och Frälsningsarméns sångbok 1990) under rubriken "Avent".
- Finlandssvenska psalmboken 1986 som nr 4 med särskrivning i titelraden till "Bered en väg för Herran", under rubriken "Advent".
- Lova Herren 1988 som nr 87 under rubriken "Advent".
- Sångboken 1998 som nr 4
- Barnens svenska sångbok, 1999, under rubriken "Året runt".
- Julens önskesångbok, 1997, under rubriken "Advent" (melodi enligt Bodatraditionen samt Folkmelodi).
- Hela familjens psalmbok 2013 som nummer 62 under rubriken "Hela året runt".[11]
- Lova Herren 2020 som nr 64 med särskrivning i titelraden till "Bered en väg för Herren" under rubriken "Kyrkoåret".